# Ludwig Lange (arkitekt)

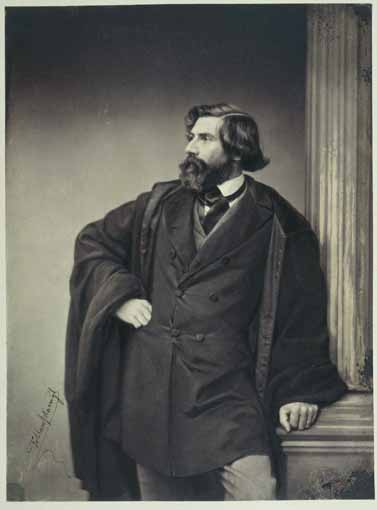
Ludwig Lange.

Ludwig Lange, född 22 mars 1808 i Darmstadt, död 31 mars 1868 i München, var en tysk arkitekt och professor; bror till Julius Lange och far till Emil von Lange.

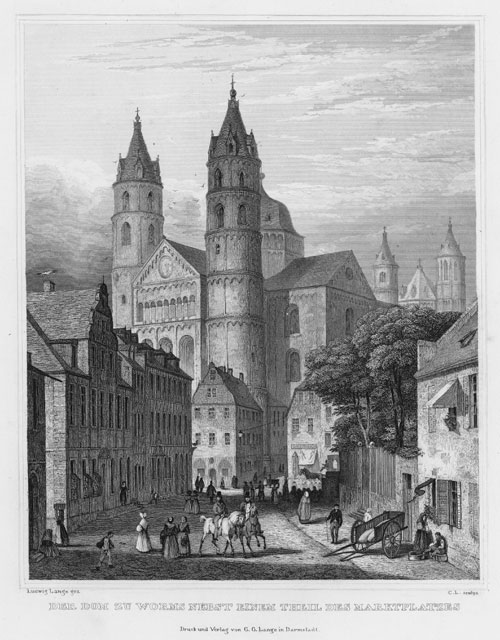
Domkyrkan i Worms, kopparstick av Ludwig Lange, 1832.

Lange var en av de bättre efterföljarna av Friedrich von Gärtners romantiska arkitekturriktning, vistades i Grekland 1834-38 och var från 1847 professor vid akademien i München.
Han utgav åtskilliga populära bildverk över byggnadskonst, men få av hans byggnadsutkast blev utförda. Hans bästa verk var konstmuseet i Leipzig (1856-57, förstört 1943) och arkeologiska museet i Aten (1866). Lange var även arkitektur- och landskapsmålare.